# ノーサンバーランド郡 (バージニア州)
ノーサンバーランド郡（英: Northumberland County）は、アメリカ合衆国バージニア州の東部、ノーザンネックに位置する郡である。2010年国勢調査での人口は12,330人であり、2000年の12,259人から0.6%増加した。郡庁所在地は国勢調査指定地域のヒーズビル（人口142人）であり、同郡で人口最大の町はランカスター郡に跨るキルマーノック町（人口1,487人）である。アメリカ合衆国からアメリカブドウ生産地域として認められたノーザンネック・ジョージ・ワシントン生誕地ワイン生産地域に属している。

## 歴史
ノーサンバーランド郡となった地域にイングランド人開拓者が入ってきたとき、アルゴンキン語族の歴史的なインディアン部族であるワイココミコ族とチッカコーン族が住んでいた。ノーサンバーランド郡は1648年にバージニア植民地議会によって設立された。この年は急激な人口拡大と地理的な拡大が起こっていた時期だった。ノーザンネック地域への入植は1635年頃に始まっていた。当初はインディアンのチッカコーン地区とよばれ、植民地の記録に最初にノーサンバーランドという言葉が出てきたのは1644年のことだった。その翌年、ジョン・モットロムが、バージニア植民地の首都ジェームズタウンで開催された植民地議会に、最初の地区代表として出席した。
1655年、植民地裁判所は2つのインディアン部族に合流を命じ、ディバイディング・クリーク近く、グレート・ワイカミコ川の南に広さ4,400エーカー (18 km2) の居留地を割り当てた。1700年代初期までにインディアンの人口が減少し、イングランド人開拓者がその土地を取り上げた。インディアンは部族として絶滅したと見なされ、土地が無くなり、歴史記録から消えた。現在、最後の酋長の子孫がワイココミコ族インディアンとして認知を求めて活動している。
1651年と1653年に植民地政府がランカスター郡とウェストモアランド郡を組織化したので、ノーサンバーランド郡の領域は劇的に減少した。
バージニア州の歴史で存在した172郡の中で、ノーサンバーランド郡は116郡の「先祖」となった。これは現在の95郡よりも大きな数字であり、幾つかはウェストバージニアなど他州に移された。

## 地理
アメリカ合衆国国勢調査局に拠れば、郡域全面積は286平方マイル (740 km2)であり、このうち陸地192平方マイル (498 km2)、水域は93平方マイル (242 km2)で水域率は32.68%である。ノーサンバーランド郡はラッパハノック川とポトマック川に挟まれている。

### 隣接する郡
- ランカスター郡 - 南
- リッチモンド郡 - 南西
- ウェストモアランド郡 - 北西

## 人口動態
以下は2000年国勢調査による人口統計データである。
| 基礎データ - 人口: 12,259人 - 世帯数: 5,470 世帯 - 家族数: 3,785 家族 - 人口密度: 25人/km2（64人/mi2） - 住居数: 8,057軒 - 住居密度: 16軒/km2（42軒/mi2） 人種別人口構成 - 白人: 72.18% - アフリカン・アメリカン: 26.58% - ネイティブ・アメリカン: 0.15% - アジア人: 0.20% - その他の人種: 0.33% - 混血: 0.56% - ヒスパニック・ラテン系: 0.93% 年齢別人口構成 - 18歳未満: 18.6% - 18-24歳: 4.8% - 25-44歳: 20.2% - 45-64歳: 30.1% - 65歳以上: 26.2% - 年齢の中央値: 50歳 - 性比（女性100人あたり男性の人口） - 総人口: 91.2 - 18歳以上: 88.4 | 世帯と家族（対世帯数） - 18歳未満の子供がいる: 20.1% - 結婚・同居している夫婦: 57.3% - 未婚・離婚・死別女性が世帯主: 8.7% - 非家族世帯: 30.8% - 単身世帯: 27.7% - 65歳以上の老人1人暮らし: 15.2% - 平均構成人数 - 世帯: 2.24人 - 家族: 2.70人 収入と家計 - 収入の中央値 - 世帯: 38,129米ドル - 家族: 49,047米ドル - 性別 - 男性: 30,151米ドル - 女性: 24,116米ドル - 人口1人あたり収入: 22,917米ドル - 貧困線以下 - 対人口: 12.3% - 対家族数: 8.1% - 18歳未満: 17.0% - 65歳以上: 10.7% |

## 郡政府、警察、救急サービス
ノーサンバーランド郡は郡政委員会が統治しており、委員は5つの選挙区からそれぞれ1人が4年間の任期で選ばれている。
郡内に警察署は無い。その代わりに郡保安官が法の執行を行う。保安官は憲法に規定される役人であり、4年ごとに選挙で選ばれている。保安官事務所はヒーズビルにある。
郡内には2つの郡庁舎がある。1つは南北戦争前に建てられ、もう1つ新しい方は古い建物の背後に1990年代後半に建設された。郡裁判所は巡回裁判所、一般地区裁判所、少年および家庭関係地区裁判所があり、これらと憲法に規定する役人である巡回裁判所事務官が新しい建物に入っている。やはり憲法に規定する役人である歳入委員と財務官は古い建物に事務所を持っている。
救急サービスは全てボランティアが行っていることで、州内でも数少ない郡の1つになっている。5つの消防署がある。救急隊は3つある。水難救助隊も1つある。

## リードビル、メンハーデン漁業

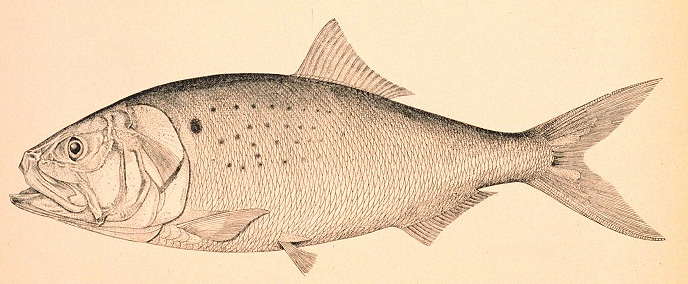
大西洋メンハーデン

リードビルは郡東部、チェサピーク湾の西岸にある小さな村である。リードビルは大西洋メンハーデン（海洋魚）漁業の基地である。リードビル、ひいてはノーサンバーランド郡にメンハーデン漁業を導入し、その結果巨大な富を築いたとされるエリジャ・W・リード船長（1827年-1888年）に因んで村の名前が付けられた。
かなり昔は数多い魚肉加工工場があったが、最近ではオメガ・プロテイン・コーポレーション（ザパタ・ヘイニー、リードビル・オイル・アンド・グアノ・カンパニーとヘイニープロダクツ・カンパニーの後継者）とスタンダード・プロダクツ・カンパニーがリードビルに近い海岸線や隣接する漁師町に散在していた。
今日、オメガ・プロテインが地域最大の企業になっている。オメガには大型海洋漁船の船隊と、多くの魚群探索飛行機があり、地域と東部海岸の主要産業となっている。メンハーデンは捕獲すると大量に調理され、プロテイン添加剤や養鶏用餌など様々な用途に使われるよう加工される。
リードビルはアメリカ国道360号線の東端にあり、チェサピーク湾のタンジャー島までチャーター釣り船や旅を始める場所として人気がある。リードビル自体が観光地でもあり、メンハーデン漁業の歴史に浸かってきた。ヴィクトリア朝の邸宅が並ぶミリオネアズローや、フィッシャーマン博物館の幾つかの船は、アメリカ合衆国国家歴史登録財に指定されている。

## 町
- キルマーノック、ランカスター郡に跨る、ノーサンバーランド郡南東部に入っている

### 未編入の町
| - ヒーズビル - 郡庁所在地 - バージェス - カラオ - フェアポート - フリートン | - レイク - ロッツバーグ - リードビル - ワイカミコチャーチ |